# Sementina

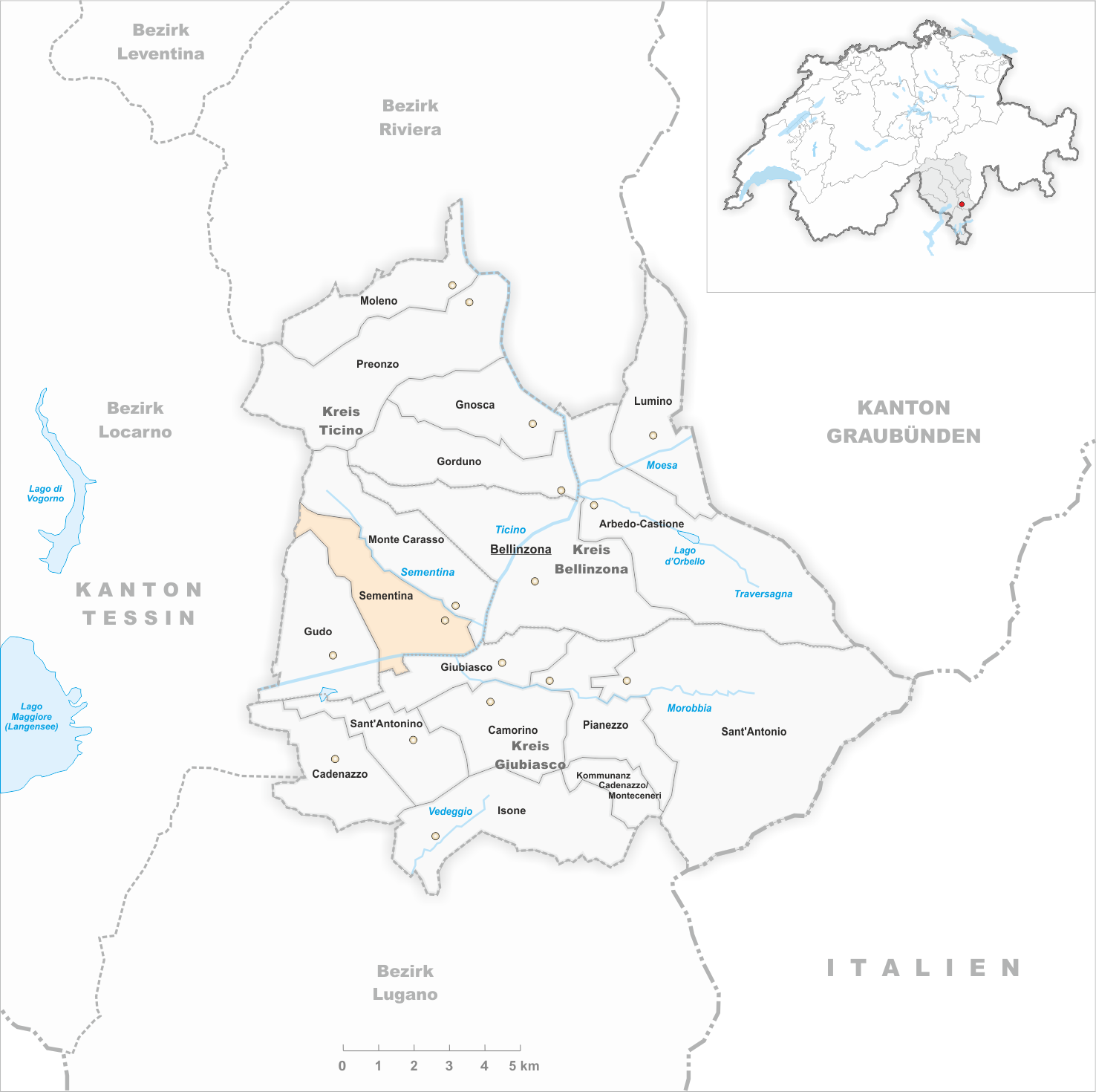
Gemeindestand vor der Fusion am 1. April 2017

Sementina, historisches Luftbild von Werner Friedli (1946)

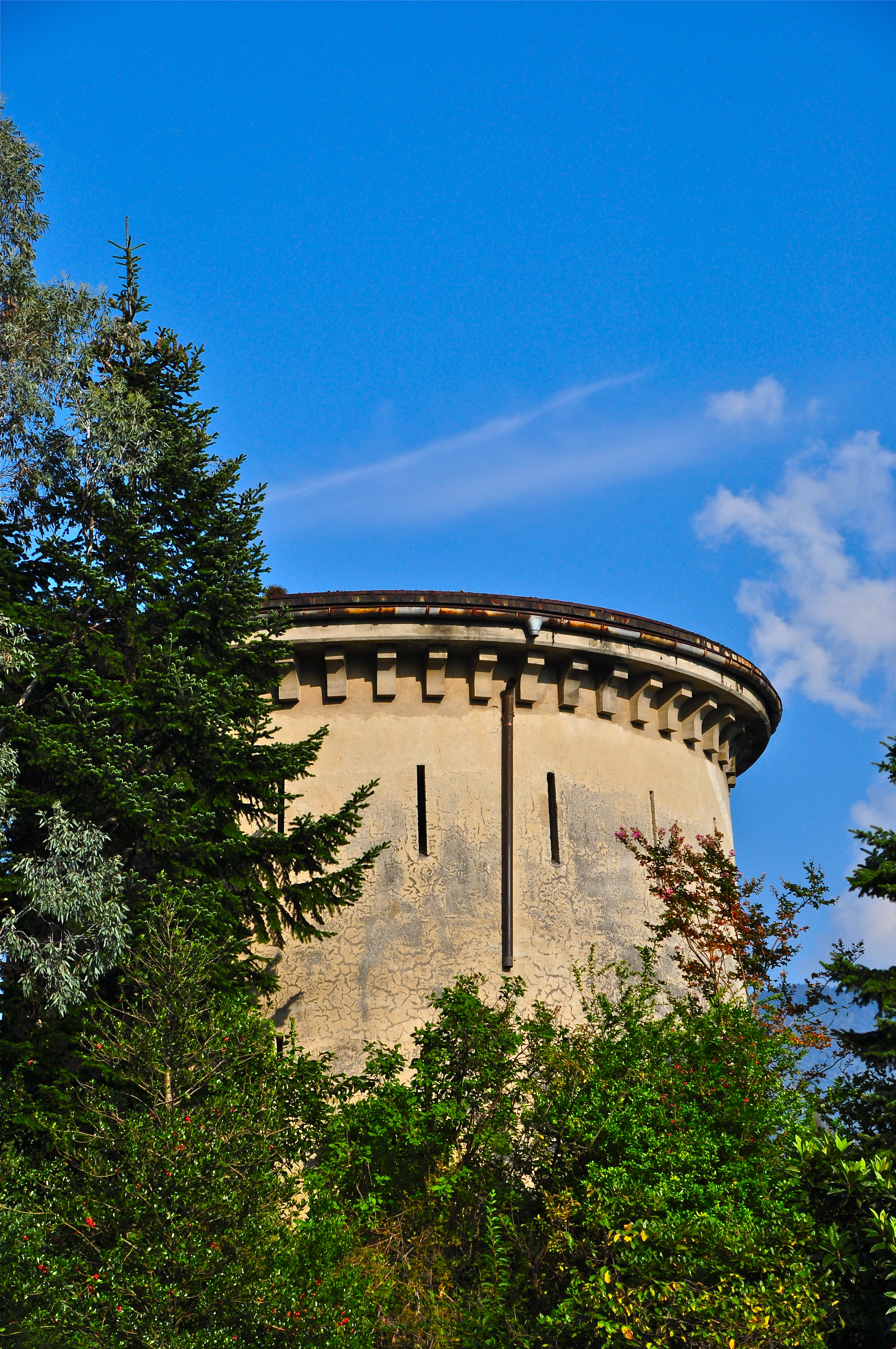
Fortino della fame

Sementina (lombardisch ebenso [semenˈtina]) ist ein Ortsteil von Bellinzona im Schweizer Kanton Tessin. Bis zum 1. April 2017 bildete es eine eigene politische Gemeinde im damaligen Kreis Ticino.

## Geographie
Sementina liegt im Westen der Kantonshauptstadt Bellinzona am Ausgang des Sementinatales und am rechten Ufer des Tessin in der Magadinoebene. Zu Sementina gehört auch die Fraktion Piancalardo.

## Geschichte
Gräberfelder aus der Eisenzeit und römische Funde weisen auf eine frühe Besiedlung hin. Sementina wurde 1230 erstmals als Somentina urkundlich erwähnt. Das Domkapitel von Como verlieh 1264 seine Güter und Rechte in Sementina an die Familie Muralto, 1277 an die da Gnosca und 1335 an die Orelli von Locarno. 1335 wurden Sementina und Muyro (Moiro), der heutige Dorfteil Sant’Antonio, als Gemeinden erwähnt, 1363 auch der heutige Ortsteil Piancalardo. Das Kapitel Bellinzona übte 1465 das Zehntrecht aus.
Am 2. April 2017 schloss sich Sementina mit den damaligen Gemeinden Camorino, Claro, Giubiasco, Gnosca, Gorduno, Gudo, Moleno, Monte Carasso, Pianezzo, Preonzo und Sant’Antonio der Gemeinde Bellinzona an. Sementina bildet aber nach wie vor eine eigenständige Bürgergemeinde.

## Bevölkerung
Einwohnerzahlen: Volkszählungsdaten

## Wirtschaft
In Sementina wurden Viehwirtschaft und Ackerbau betrieben. Die Entwässerung der Magadinoebene Ende des 19. Jahrhunderts schützte nicht nur vor Krankheiten und Überschwemmungen, sondern brachte zusätzliche landwirtschaftliche Nutzfläche. In der ersten Hälfte des 20. Jahrhunderts entstand eine Karton- und Keramikproduktion. Im Jahre 2000 waren über drei Viertel der Erwerbstätigen Pendler.

## Sehenswürdigkeiten
- Die 1291 erwähnte Kirche San Michele diente als Ersatz für die letztmals 1285 erwähnte und durch eine Überschwemmung zerstörte Kirche Sant’Eusebio. Im 17. Jahrhundert wurde sie erneuert und vermutlich 1761 erweitert[5]
- In den Jahren 1853–1854 wurde südlich von Bellinzona ein Teilstück der von Guillaume-Henri Dufour entworfenen Befestigungslinie, die Fortini della Fame, erstellt. Tessiner, die 1853 aus dem Lombardo-Venezianischen Königreich ausgewiesen worden waren, wurden im Sinne einer Arbeitsbeschaffungsmassnahme beauftragt, zwischen Sementina und Camorino eine Verteidigungslinie zu bauen, die als «Hungerfestungen» (Fortini della Fame) bekannt wurden. Die dem Wildbach Sementina entlang führenden Festungsbauten (Torre della murata) sind in der Liste der Kulturgüter von nationaler Bedeutung im Kanton Tessin aufgeführt[6][5]
- Hängebrücke (italienisch Ponte Tibetano) über das Sementinatal bei Carasc, 2015 erbaut, 270 Meter lang[7].

## Sport
- Associazione Calcistica Sementina[8]

## Persönlichkeiten
- Carlo Jermini (* um 1710 in Sementina; † nach 1743 in Madrid ?), Stuckateur, er ging 1743 nach Madrid zum Architekten Vincenzo Rabaglio (1711–1800) aus Gandria, der das Palacio Real (Riofrio) in Segovia entwarf.[9]
- Pietro Jermini (* um 1710 in Sementina; † nach 1743 in Madrid ?), Bruder des Carlo, Stuckateur, er arbeitete ab 1743 in Madrid am Hof der spanischen Könige, zusammen mit seinem Bruder Carlo.[10]
- Antonio Rusconi (* 26. Oktober 1788 in Sementina; † 23. Februar 1852 ebenda), 1809 Offizier in österreichischen, später in holländischen Diensten; 1839 eidgenössischer Oberstleutnant[11]
- Irene Marcionetti (* 27. April 1905 in Sementina; † 9. Juli 2004 in Locarno), Schriftstellerin[12]